# John Purvis
John Purvis (n. 6 iulie 1938, St Andrews⁠(d), Scoția, Regatul Unit – d. 20 martie 2022) a fost un om politic britanic, membru al Parlamentului European în perioadele 1979-1984, 1999-2004 și 2004-2009 din partea Regatului Unit.